# Куп Истанбула 2008 — парови
Учествовало је 16 парова, са такмичаркама из 21 земаље. Прошлогодишње победнице сестре Агњешка и Уршула Радвањска из Пољске нису браниле титулу.
Победнице 2008. су пар Џил Крејбас из САД, којој је ово трећа титула у игри парова и Олга Говорцова из Белорусије којој је ово прва титула.

### Списак носилаца
| Број | Играчица                                                      | Резултат   | Резултат                                                      |
| ---- | ------------------------------------------------------------- | ---------- | ------------------------------------------------------------- |
| 1    | Вања Кинг Сједињене Државе · Аико Накамура Јапан(107)         | 1. коло    | Марина Ераковић Нови Зеланд · Полона Херцог Словенија         |
| 2    | Ала Кудрјавцева Русија · Мартина Милер Немачка(113)           | полуфинале | Џил Крајбас Сједињене Државе · Олга Говорцева Белорусија(153) |
| 3    | Џил Крајбас Сједињене Државе · Олга Говорцова Белорусија(153) | финале     | Победнице                                                     |
| 4    | Анастасија Родионова · Арина Родионова Русија(172)            | полуфинале | Марина Ераковић Нови Зеланд · Полона Херцог Словенија         |

- Број у загради озвачава пласман на ВТА ранг листи од 19. маја 2008.

## Прво коло
| бр. меча | 1. играч                                              | Резултат         | 2. играч                                                       |
| -------- | ----------------------------------------------------- | ---------------- | -------------------------------------------------------------- |
| 1.       | Вања Кинг Сједињене Државе · Аико Накамура Јапан(1)   | 0-6, 2-6         | Марина Ераковић Нови Зеланд · Полона Херцог Словенија          |
| 2.       | Анастасија Полторатскаја · Агуста Tsybycheva Русија   | 2-6, 5-7         | Мервана Југић-Салкић Босна и Херцеговина · Ипек Сеноглу Турска |
| 3.       | Анастасија Родионова · Арина Родионова Русија (4)     | 6-4, 6-2         | Акул Аманмурадова Узбекистан · Јасмин Вер Немачка              |
| 4.       | Џули Дити Сједињене Државе · Андреја Клепач Словенија | 6-4, 6-2         | Сорана Крстеа Румунија · Марта Домаховска Пољска               |
| 5.       | Никол Клерико Италија · Ксенија Паклкина Киргистан    | 6-3, 2-6, (5-10) | Софија Арвидсон Шведска · Лилија Остерло Пољска                |
| 6.       | Вероника Чвојкова Чешка · Јевгенија Гребењук Русија   | 2-6, 0-6         | Џил Крајбас Сједињене Државе · Олга Говорцова Белорусија(3)    |
| 7.       | Светлана Кривенчева Бугарска · Пемра Озген Турска     | 3-6, 0-6         | Стефани Дибоа Француска · Ципора Обзилер Израел                |
| 8.       | Cagla Buyukakcay Тунис · Ана Koumantou Грчка          | 1-6, 3-6         | Ала Кудрјавцева Русија · Мартина Милер Немачка(2)              |

## Четвртфинале
| бр. меча | 1. играч                                              | Резултат             | 2. играч                                                       |
| -------- | ----------------------------------------------------- | -------------------- | -------------------------------------------------------------- |
| 1.       | Марина Ераковић Нови Зеланд · Полона Херцог Словенија | 4-6, 7-6(2), (13-11) | Мервана Југић-Салкић Босна и Херцеговина · Ипек Сеноглу Турска |
| 2.       | Анастасија Родионова · Арина Родионова Русија (4)     | 6-2, 7-6(2)          | Џули Дити Сједињене Државе · Андреја Клепач Словенија          |
| 3.       | Софија Арвидсон Шведска · Лилија Остерло Пољска       | 0-6, 5-7             | Џил Крајбас Сједињене Државе · Олга Говорцова Белорусија(3)    |
| 4.       | Стефани Дибоа Француска · Ципора Обзилер Израел       | 0-6, 4-6             | Ала Кудрјавцева Русија · Мартина Милер Немачка (2)             |

## Полуфинале
| бр. меча | 1. играч                                                    | Резултат         | 2. играч                                           |
| -------- | ----------------------------------------------------------- | ---------------- | -------------------------------------------------- |
| 1.       | Марина Ераковић Нови Зеланд · Полона Херцог Словенија       | 5-4, 2-6, (10-0) | Анастасија Родионова · Арина Родионова Русија(172) |
| 2.       | Џил Крајбас Сједињене Државе · Олга Говорцова Белорусија(3) | 6-3, 6-2         | Ала Кудрјавцева Русија · Мартина Милер Немачка(2)  |

## Финале
| бр. меча | 1. играч                                              | Резултат | 2. играч                                                     |
| -------- | ----------------------------------------------------- | -------- | ------------------------------------------------------------ |
| 1.       | Марина Ераковић Нови Зеланд · Полона Херцог Словенија | 1-6, 2-6 | Џил Крајбас Сједињене Државе · Олга Говорцова Белорусија (3) |